# 安替
安替（アンティ、1975年 - ）は中国のコラムニスト、ブロガー。ニューヨーク・タイムズ北京支局調査員、南方報業伝媒集団記者。

## 人物
1975年南京生まれ。1997年に南京師範大学を卒業しプログラマーとして過ごしたが、2001年にジャーナリストに転職。華夏時報コメンテーター、ワシントン・ポスト北京支局調査員、南方都市報コラムニスト、縦横周刊発行者などを経る。ケンブリッジ大学ウォルフソン・プレス・フェローシップおよびハーバード大学ニーマン・フェローシップの一人。
2011年9月8日、ドイツのポツダムでM100サンスーシ・メディア賞を受賞した。